# 什刹海清真寺
什刹海清真寺，位于北京市西城区前海南沿，是一座伊斯兰教清真寺。

## 历史
陈宗蕃在《燕都丛考》中记载：“自地安门外循皇墙而西为西不压（步粮）桥，……桥之北为十刹海，其东曰白米斜街，张文襄之洞故宅在焉。北曰马家大院，南曰乐春坊。”马家大院是指张之洞故宅北侧、前海南沿东北方向后门桥旁的马良胡同（旧称马家大院、马良大院）。
什刹海清真寺的旧址位于前海南沿5号。《什刹海志》记载：“清乾隆年间山东恩县马良建小清真礼拜寺……”。《北平忠恕堂马氏宗谱》记载：忠恕堂马氏明朝始祖仲良公的后代“十四世祖马良公，乾隆十年由山东德州恩县白家庄迁居北平地安门外”，兴建什刹海清真寺。马良的长子马仪模任什刹海清真寺伊玛目，中国伊斯兰教有“子承父职”的制度，所以后代马福隆、马九思继任什刹海清真寺教职。《什刹海志》记载：“道光十年（1830年）马良之孙马九为置黄姓房产一处，将礼拜寺扩大重建。”这里的“马良之孙马九为”应当为“马良之玄孙马九思”。这里的黄姓房产已难考证，但或许有可能是道光六年离开地安门外赐第回归家乡的黄铖（字左田，乾隆五十五年进士，户部尚书）的房产。
什刹海清真寺是清朝乾隆年间由马良创建。其后，马良的长子马仪模任什刹海清真寺伊玛目，后继教职者为马良的后代马福隆、马九思。道光年间以后，马九思的长子马春荣遭贼人攀扯，为了避祸乃率五子三女迁居北京前门外万宝斋古玩铺经商（三子马守龄曾一度落魄而暂居北京哈德门外四棵树）。
王静斋在《中国近代回教文化史料》一文中记载：“当笔者入故都时，著名的老阿衡只有韦大爷（在德胜门大关）、回履祥（在后门什刹海）、“邋遢李”（在西城粉子胡同）“，并称回履祥阿訇是“山东某县赵家庄人。自求学而至传学，五六十年之久，多在北平。幼年求学，从过王守谦老人家、临清的黑五筛海，为山东派阿衡中学业充实、极讲外场的一位好老。”该文还提到“于勉斋老阿衡：讳志诚，山东恩县满庄人。幼年求学，最初从其先君（讳长明），后从北钊李二爷。曾设铎于北平禄米仓、什刹海、平东北务、大厂、陈辛庄、宣化、北平教子胡同、前门笤帚胡同、天津北寺、平南安育、河间等处。”“先是继老阿衡之任，在故都什刹海（清真寺）讲学，学员方面有王长庚（宿魁，山东恩县人）诸人（王原是老阿衡的学生）。”王静斋在《中国回教掌故》一文中记载：“在地安门外（什刹海）有刘七阿訇（殿卿）”，于勉斋“在故都后门（什刹海）继父任开学”，于勉斋的“父亲名长明二字，是王四爷的高足，曾在后门（什刹海）开学”，“回履祥、于长明于勉斋父子及刘殿卿”四位阿訇曾经在什刹海清真寺任职讲学，前三位当在1916年前，后一位当在1930年代左右，海里凡（伊斯兰教学生）包括王长庚等。
1916年到1918年，王静斋阿訇受聘于什刹海清真寺。王静斋阿訇到任后，随即募款重修该寺，并到上海募捐，这也是王静斋第一次到上海。在任期间，王静斋阿訇手抄《嘎追注》（《古兰经》解义的一种）。王静斋在《五十年求学自述》中写道：“民五，任北京地安门外什刹海寺教职。该寺该寺创自马姓，年久失修。经余募集巨款，重建南讲堂，并彩画北讲堂、大殿等等。……当此期间，曾赴上海为什刹海寺募款，得薛智明阿衡介绍，成绩尚属不恶。”
北京市档案馆藏北平社会局档案J2－2－397：社会团体·民国三十七年（1948年）《中国回教协会北平分会各机关团体名单》记载：什刹海清真寺“现任教长：李秉真。”北平社会局档案J2－2－398：社会团体·民国三十五年（1945年）《中国回教协会北平分会各清真寺教长等关于改选理监事的公函等》记载：什刹海清真寺“现任教长：马凤池，五十五岁，以妈目，阿訇：王炳堃。”并且用有“北京什刹海分会”圆印、“什刹海清真寺”方印、阿訇“李秉真”方印。
王静斋在《中国近代回教文化史料》中提到的在北京讲学的“沧州李”叔侄十余人中包括李希真、李明真、李守真、李朝真。所以由此可推断李秉真应也是“沧州李”真字辈。
唐宗正《北京市清真寺调查（之六）》“鼓楼清真寺”条：“一座礼拜寺的完成结束了三座庙宇！王炳昆（堃）教长的魄力建树了今后光荣！”，还称“本寺教长王炳昆（堃），本年（1939年）五十七岁，鲁商河籍，为故名教长王友三之高足。人品流洒，乃一极开通之阿衡也。自受幛后，即游学华北各地。因脑筋灵活，故只以一般江湖常情无不知其内中底蕴。民国九年时，至山西运城，曾发起将城内马王庙改建礼拜寺，并得晋省教育厅长马君图氏之助力不小。至民十二后返抵北京。”该文刊登在《回教月刊》第2卷第2期（1939年7月），同一期还刊登有《鼓楼清真寺写真专页》照片11幅，据说其中有一幅是王炳堃照片。
《北平忠恕堂马氏宗谱》记载：马良公六世孙有“桂公，字凤池，北京长门守信公四子，光绪二十一年（1895年）正月初二生。”原配夫人钱氏（山东省临庆州人），生一子（名志才）五女。侯宝林在《一户侯说》中的“三姐和晁师傅”一节中，曾提及帮过他的马凤池之女“三姐”：“对着鼓楼市场东边出入口路东那门儿，有一家姓马的，那人叫马凤池，是个阿訇，我们管他叫马大爷，马大爷的女儿，我们管她叫三姐。”“我心里说，三姐真是好人。”
中华人民共和国成立后，抗美援朝期间，为抗议美军暴行，北京市四十九坊清真寺教长代表北京市七万穆斯林签名发表《坚决扑灭美国侵略者细菌战的毒焰，全世界的伊斯兰教同胞一致起来制止美帝国主义的滔天罪行》，刊登在1952年4月16日《人民日报》上，其中代表什刹海清真寺签名者为王秉钧阿訇。
坚决扑灭美国侵略者细菌战的毒焰，全世界的伊斯兰教同胞一致起来制止美帝国主义的滔天罪行

（正文前五段从略）

   我们北京市四十九坊的教长代表北京市七万伊斯兰教徒控诉美帝国主义在中朝两国进行细菌战的罪行，我们号召全中国和全世界的伊斯兰教胞一致起来，有效地制止美国侵略者的滔天罪行。
| - 马荣光 王府井清真寺教长 - 洪复真 清河清真寺教长 - 李万荣 北沟沿清真寺教长 - 满运林 回回营清真寺 - 管华庭 北京崇外花市清真寺 - 满鸿学 北京笤帚胡同清真寺 - 李朝俊 长辛店清真寺 - 刘敬明 苏州胡同清真寺 - 夏玉清 安外大关清真寺 - 金子常 朝外上坡清真寺 - 张子文 禄米仓清真寺 - 高化民 西直门外清真寺 - 李荣 四王府清真寺 - 赵恩富 安河桥清真寺 - 张文斌 德胜桥清真寺 - 王振海 赦孤堂清真寺 - 马少齐 安定门二条清真寺 - 谷文田 剪子巷清真寺 - 王宝珍 马店清真寺 - 王炳坤 鼓楼清真寺 - 闻省三 宣内牛肉弯清真寺 - 穆祥武 西郊蓝靛厂清真寺 - 李德文 门头沟清真寺 - 安士伟 西单手帕胡同清真寺 - 马春圃 朝外八里庄清真寺教长 |  | - 金德海 牛街清真寺教长 - 张金钟 阜外关厢清真寺教长 - 海鸿青 宣外河沿清真寺 - 赵殿庆 宣外米市胡同清真寺 - 马德明 北京崇外上堂子胡同清真寺 - 石昆宾 北京崇外上唐刀清真寺 - 刘凤山 东直门南小街清真寺 - 杨有漪 东四清真寺 - 杨明远 教子胡同清真寺 - 沙子香 朝外下坡清真寺 - 黑奉一 东直门外清真寺 - 王秉钧 什刹海清真寺 - 回学融 树村清真寺 - 杨景春 南苑清真寺 - 马钟秀 西红门清真寺 - 冶亮普 天桥清真寺 - 庞士谦 西单清真寺 - 张阿洪 丰台清真寺 - 洪元印 粉子胡同清真寺 - 魏玉才 锦什坊街清真寺 - 王连仲 阜外三里河清真寺 - 马振海 西郊海甸清真寺 - 王德瑞 德外大关清真寺 - 马树田 朝内豆芽菜胡同清真寺 |

什刹海清真寺的李秉真阿訇作为北京市穆斯林代表出席1956年12月11日举行的中国伊斯兰教第二次代表会议，受到毛泽东、朱德等党和国家领导人接见并合影。1958年大跃进，厂桥街道仪表厂占用什刹海清真寺，诸位阿訇回家。什刹海清真寺最后一任教职是以妈目马凤池、阿訇李秉真、海里凡刘文亭、寺师父穆师傅。文革期间，李秉真阿訇身体渐不支，认主归真。
因年久失修，什刹海清真寺的原建筑基本被毁。文革后，穆斯林群众不断向上级部门要求恢复什刹海清真寺。2000年代，占用单位全部腾退，此处挂上北京市西城区伊斯兰教协会什刹海清真寺筹备处的牌子，筹备重建什刹海清真寺。但此后重建工作长期停滞。

## 历任教长
从乾隆十年（1745年）马良创寺到1958年，什刹海清真寺一直由忠恕堂马氏任伊玛目，例如：马良（首任）、马仪模、马福隆、马九思（马九为）、马春瑞、马守信、马有桂（字凤池）（末任）等等。曾任阿訇等教职的自光绪年间起有：回履祥、于长明、于勉斋、王静斋、刘殿卿、李怀真、杨三阿訇、李秉真等等，曾任其他教职的有刘文亭、王秉钧、王炳堃、王宝龄、王长庚等等以及“寺师傅”穆师傅等等。

## 延伸阅读
- 收藏北京牛街阿訇金德龙赠什刹海清真寺汤瓶民国时期铜壶，中穆网，2013-05-28
- 马名峻，北京回民历史记述之-马良、马良胡同与什刹海清真寺（一），有马名骏的博客，2012-02-13 （页面存档备份，存于）
- 马名峻，北京回民历史记述之-马良、马良胡同与什刹海清真寺（二），有马名骏的博客，2012-02-13 （页面存档备份，存于）
- 马名峻，北京回民历史记述之-马良、马良胡同与什刹海清真寺（三），有马名骏的博客，2012-02-13 （页面存档备份，存于）